# Luisenthal
Luisenthal  é um município da Alemanha localizado no distrito de Gota, estado da Turíngia.
A erfüllende Gemeinde (português: municipalidade representante ou executante) para determinadas funções administrativas é a cidade de Ohrdruf.